# La Paz, Cesar
La Paz är en ort i Colombia.   Den ligger i departementet Cesar, i den norra delen av landet, 600 km norr om huvudstaden Bogotá. La Paz ligger 152 meter över havet och antalet invånare är 13 249.
Terrängen runt La Paz är platt åt nordväst, men åt sydost är den kuperad. Runt La Paz är det glesbefolkat, med 19 invånare per kvadratkilometer. Närmaste större samhälle är Valledupar, 12,3 km nordväst om La Paz. Omgivningarna runt La Paz är huvudsakligen savann.